# 伊藤克信
伊藤 克信（いとう かつのぶ、本名：古橋 克信（ふるはし かつのぶ）、1958年6月27日 - ）は、日本の俳優、競輪評論家、タレント。栃木県日光市出身で幕末から代々、旅館を営む旧家の跡取りだった。日光市立東中学校、栃木県立日光高等学校（現栃木県立日光明峰高等学校）、城西大学卒業。グッドラックカンパニー所属。息子の古橋真来はプロアイスホッケー選手。

## 来歴・人物
身長170cm、血液型B型。中学・高校の社会科の教員免許を所持している。
栃木弁のイントネーションが特徴。趣味の競輪は専門解説者並の知識を誇っており、競輪中継番組のゲストとして出演するだけでなく、雑誌コラムの連載や競輪場内イベントでの司会進行などを行うこともあるほど。大学時代は落語研究会に所属しており（高座名は「一網亭駄人」）、大学4年生だった時に出場した1980年6月放送の日本テレビの『大爆笑！全日本学生落語名人位決定戦』では敢闘賞を受賞。その後は保険会社に内定が決まって就職するつもりでいたが、下記にあるように森田芳光の口説きにより1981年の映画『の・ようなもの』において主役としてデビュー。この映画は森田芳光の監督デビュー作でもあり、この縁から以降の森田作品にも数度出演している。
森田監督は小学校の修学旅行で、伊藤の実家の旅館に泊まっていた。
1980年代前半は『久米宏のTVスクランブル』のビデオコーナーにレギュラー出演しており、この頃から知名度が上がる。また出演した番組の企画で原宿でおニャン子クラブの高井麻巳子（現・秋元康夫人）をスカウトしたことでも知られている。
1989年から2001年まで、日本テレビ系列の番組『ズームイン!!朝!』のプロ野球イレコミ情報のコーナーにおいて、ヤクルト担当キャスターとして長年出演。現在も各種の番組において、タレントやリポーターとして活躍している他、ドラマ・Vシネマへの出演も多い。
東京ヤクルトスワローズの真中満元監督の結婚式の司会を務めた。
2018年、日光市の自宅を改築し、けんちん汁を主体とした和食処「古はし」を開店。2020年現在もタレント業と並行して経営中である。
現在は、主に新潟県の弥彦競輪を中心に、競輪中継の解説および場内イベントに出演している。

## 出演

### 情報・バラエティ番組
- 久米宏のTVスクランブル（日本テレビ）
- 今夜は最高!（日本テレビ）
- ズームイン!!朝!
- クイズ・ドレミファドン!（フジテレビ） - トチギマン
- 地球・知りたい気分！（テレビ東京）
- モット！モット!TV
- 森田一義アワー笑っていいとも!（1984年4月 - 9月、フジテレビ ※金曜日担当）
- 独占！サイクルスポーツ（1992年、テレビ東京）
- ひるどき日本列島 栃木 水の渡良瀬（1994年、NHK）
- 住宅バラエティー・我が家・大作戦！（テレビ朝日）
- おーい、ニッポン 今日はとことん栃木県（2001年、NHK-BS）
- テレビチャンピオン 芸能人日本なんでも地理王選手権（2005年、テレビ東京）
- 目撃!ドキュン（テレビ朝日）
- 東京レポート（1996年、テレビ東京）
- 日本列島 どっきり宅配便（1998年、テレビ東京）
- ハイビジョンでこんにちは〜満喫!秋の奥日光ウィーク（1998年、NHK-BS）
- 真券・ファン倶楽部！（スピードチャンネル）

### テレビドラマ
- はらぺこ同志（1982年、TBS） - 脇坂光治役
- おゆう（1983年、TBS）
- 意地悪ばあさんの逆襲（1984年、フジテレビ）
- 裸の大将 キヨシのおむすび縁むすび (1985年、関西テレビ)
- 心はロンリー気持ちは「…」ii (1985年、フジテレビ）
- はいからさんが通る (1985年)
- はね駒（1986年、NHK連続テレビ小説）
- 時空戦士スピルバン（1986年）
- あぶない刑事 第23話「策略」（1987年） - 作間役
- 大都会25時（1987年 テレビ朝日） - 仙川班・鶴田刑事役
- 黒真珠の美女 江戸川乱歩の心理試験（テレビ朝日） - 小池役
- 華の嵐（1988年、フジテレビ）
- 白鳥麗子でございます!（1989年、TBS）※・鈴木保奈美版
- 木曜ゴールデンドラマ おめでとう！！（1992年、日本テレビ）
- 木曜ゴールデンドラマ 老春模様・3（1992年、日本テレビ）
- NTVドラマシティ'92 好きだと言ってくれたなら（1992年、日本テレビ）
- 天国に一番近いママ(1993年、日本テレビ）
- 山田が街にやって来た(1993年、NHK)
- 華麗なるファッションへの道〜石ころたちの青春〜（1993年、関西テレビ）
- 大人のキス（1993年、日本テレビ）
- 金曜エンタテイメントお父さんのカッパ落語（1995年、フジテレビ）
- あぶない刑事フォーエヴァー テレビスペシャル'98（1998年） - 風吹明日香のマネージャー役
- 風にタッチ（1998年、テレビ東京）
- 美少女H3 少女たちの異常体験「血のような眼」（1999年、フジテレビ）
- 金曜エンタテイメント「お見合いツアー仕掛人」（1999年、フジテレビ）
- 女と愛とミステリー「最後に愛を見たのは」（2000年、テレビ東京）
- 女と愛とミステリー「事件記者 浦上伸介1」（2001年、テレビ東京） - 根岸刑事役
- 金曜時代劇 山田風太郎 からくり事件帖（2001年、NHK）
- 一番大切な人は誰ですか？（2004年、日本テレビ）
- 名探偵赤富士鷹〜ABC殺人事件（2005年、NHK）
- 金曜時代劇 秘太刀 馬の骨（2005年、NHK）
- 木曜時代劇 次郎長背負い富士（2006年、NHK）
- DRAMACOMPLEX 母たることは地獄のごとく2006年、日本テレビ）
- 土曜ドラマ 魂萌え!（2006年、NHK）
- 離婚妻探偵（2006年、TBS）
- 松本清張スペシャル・指（2006年、日本テレビ） - 情報番組司会者役
- 金曜プレステージ 内田康夫旅情サスペンス 多摩湖畔殺人事件（2007年、フジテレビ）
- 女難記者・浦上伸介特ダネ事件ファイル（テレビ東京）
- 岡部警部シリーズ・多摩湖畔殺人事件（フジテレビ）
- きらきら研修医（2007年、TBS）
- 陽炎の辻〜居眠り磐音 江戸双紙〜（2007年、NHK） - 矢場の客・梅安役
- トップセールス (2008年)
- 点と線 (2007年、テレビ朝日）
- 恋愛診断 (2007年)
- 戦力外通告（2009年、WOWOW）
- 傍聴マニア09〜裁判長!ここは懲役4年でどうすか〜 （2009年、日本テレビ）
- 男と女のミステリー時代劇（2016年） - 弥太吉
- 孤独のグルメ Season7 第7話 （2018年5月19日、テレビ東京）- 佐々木 役

### 映画
- の・ようなもの（1981年） - 出船亭志ん魚 役
- キャバレー日記（1982年） - 和田 役
- 俺っちのウエディング（1983年） - 勉の友人 役
- 家族ゲーム（1983年）- 沼田茂之の国語教師 役
- 天城越え（1983年） - 赤池巡査 役
- ピンクカット 太く愛して深く愛して（1983年） - 友永明 役
- 泪橋（1983年） - 信ちゃん 役
- 生徒諸君!（1984年） - 金田先生 役
- メイン・テーマ（1984年）
- 残酷!少女タレント（1984年） - アシスタント・ディレクター 役
- チーちゃんごめんね（1984年） - 吉岡 役
- そろばんずく（1986年） - ト社・DJ 役
- 片翼だけの天使（1986年） - 相良俊司 役
- ウェルター（1987年） - 医師 役
- 童貞物語2 チェリーボーイズ（1988年） - ソープランド支配人 役
- 山田村ワルツ（1988年） - 編集者 役
- 首都高速トライアル（1988年） - 田部 役
- ラブ・ストーリーを君に（1988年） - 下田清司 役
- りぼん RE-BORN（1988年） - 中野建太郎 役
- 独身アパートどくだみ荘（1988年） - 小宮 役
- バカヤロー!3 へんな奴ら第一話「こんな混んでどうするの」（1990年）
- 黒い家（1999年） - 角藤 役
- ベースボールキッズ（2003年） - 戸田SBC監督 役
- あゝ!一軒家プロレス（2004年）
- 海猫（2004年） - 不動産屋 役
- 水に棲む花 ROMANCE OF DARKNESS(2005年)
- ミラーマンREFLEX（2005年） - 南部哲朗 役
- 椿三十郎（2007年）
- 希望ヶ丘夫婦戦争（2009年）
- 僕達急行 A列車で行こう（2012年） - マンション管理人
- TOKYOてやんでぃ（2013年）
- バンクーバーの朝日（2014年12月20日公開、東宝） - 床屋の客 役
- の・ようなもの のようなもの（2016年1月16日公開） - 出船亭志ん魚 役[4]
- セフレの品格 初恋（2023年7月21日公開）[5]

### 舞台
- 劇団うわの空・藤志郎一座：TOKYOてやんでぃ（2013年）

### オリジナルビデオ
- 麻雀狂騒曲 10年はやいぜ！（1992年）
- バカヤロー!Vエッチで悪いか（1994年）
- デコトラの鷲（しゅう） 其の五 火の国熊本親子特急便（2008年）
- 新スパイガール大作戦 〜惑星からの侵略者〜（2008年）
- むこうぶち 8 高レート裏麻雀列伝 邪眼（2010年）

### 競輪中継
- 弥彦競輪解説者